# 419521 Meursault
419521 Meursault este o planetă minoră (asteroid) din centura de asteroizi. A fost descoperită pe 7 mai 2010 la  de  și a fost numită după Meursault. 
Obiectul prezintă o orbită caracterizată de o semiaxă mare de 2,151206898584 UAi, o excentricitate de 0,1428303180636, o înclinație de 3,2040597534828 ° în raport cu ecliptica.